# Арметрахимово
Арметрахимово (баш. Әрмет-Рәхим) — деревня в Ишимбайском районе Башкортостана, входит в состав Петровского сельсовета.
Почтовый индекс — 453230, код ОКАТО — 80231855002.

## История
Основана башкирами Юрматынской волости Ногайской дороги под названием Армет, известна с 1737 года. По другим сведениям, была основана в 1676 году.
Нынешнее название деревни связано с именем старшины Рахима Ибраева, жившего в XVIII веке.
V ревизия учла население двух деревень: Нижнеарметово и Арметрахимово. В 1834 году проживало 230 чел., в 1859 году — 147 башкир. В 1920 году в 237 дворах проживали 1265 жителей. В 1939 году население составляло 1083 чел., в 1959 году — 799 чел.
Жители деревни в основном занимались животноводством, земледелием, пчеловодством и промыслами.
Косвенным свидетельством возраста деревни Арметово, может служить опубликованный документ 1737 года, в котором говорится о трагической судьбе детей во время подавления башкирских восстаний. В 1737 году отставной вахмистр (фельдфебель) уфимской ландмилиции продал казанскому купцу за 1 руб. 50 коп. башкирского мальчика из д. Армет Максюта Асеева, который «из воли своей от нестерпиваго гладу (голоду) шел и крестился в православную христианскую веру, и по крещению показанному Максюту имя Михаилы Сергеев, от роду ему 7 лет».

## Население
| 2002 | 2009 | 2010 |
| ---- | ---- | ---- |
| 328  | ↗384 | ↘315 |

Национальный состав
Согласно переписи 2002 года, преобладающая национальность — башкиры (95 %).

## Географическое положение
Расстояние до:
- районного центра (Ишимбай): 42 км,
- центра сельсовета (Петровское): 7 км,
- ближайшей ж/д станции (Стерлитамак): 39 км.

## Известные уроженцы
- Булатова, Фания Даригатовна (17 августа 1928 — 19 июня 1997) — советский российский, профпатолог, преподаватель высшей школы, доктор медицинских наук (1984), профессор (1987).
- Шарафутдинов, Амир Ямалетдинович — советский российский врач-гигиенист, доктор медицинских наук.